# Patinação de velocidade nos Jogos Olímpicos de Inverno de 1956
A patinação de velocidade(pt-BR) ou patinagem de velocidade(pt-PT?) nos Jogos Olímpicos de Inverno de 1956 consistiu de quatro de eventos para homens. As provas foram realizadas entre os dias 28 e 31 de janeiro de 1956 em Cortina d'Ampezzo.
Em sua primeira aparição nos Jogos Olímpicos de Inverno, a União Soviética dominou a modalidade conquistando quatro das cinco medalhas de ouro em disputa. Os patinadores soviéticos ainda ganharam mais uma medalha de prata e duas de bronze.

## Medalhistas
Masculino
| Evento                | Ouro                                                                   | Prata                             | Bronze                               |
| --------------------- | ---------------------------------------------------------------------- | --------------------------------- | ------------------------------------ |
| 500 metros detalhes   | Yevgeny Grishin URS União Soviética                                    | Rafayel Grach URS União Soviética | Alv Gjestvang NOR Noruega            |
| 1500 metros detalhes  | Yevgeny Grishin URS União Soviética Yuri Mikhaylov URS União Soviética | nenhum                            | Toivo Salonen FIN Finlândia          |
| 5000 metros detalhes  | Boris Shilkov URS União Soviética                                      | Sigvard Ericsson SWE Suécia       | Oleg Goncharenko URS União Soviética |
| 10000 metros detalhes | Sigvard Ericsson SWE Suécia                                            | Knut Johannesen NOR Noruega       | Oleg Goncharenko URS União Soviética |

## Quadro de medalhas
| Ordem | País                | Medalha de ouro | Medalha de prata | Medalha de bronze |    |
| ----- | ------------------- | --------------- | ---------------- | ----------------- | -- |
| 1     | URS União Soviética | 4               | 1                | 2                 | 7  |
| 2     | SWE Suécia          | 1               | 1                |                   | 2  |
| 3     | NOR Noruega         |                 | 1                | 1                 | 2  |
| 4     | FIN Finlândia       |                 |                  | 1                 | 1  |
| TOTAL | TOTAL               | 5               | 3                | 4                 | 12 |